# Художественная галерея им. Николы Петрова
Художественная галерея имени Николы Петрова (болг. Художествена галерия „Никола Петров“) — картинная галерея в городе Видин, Болгария.

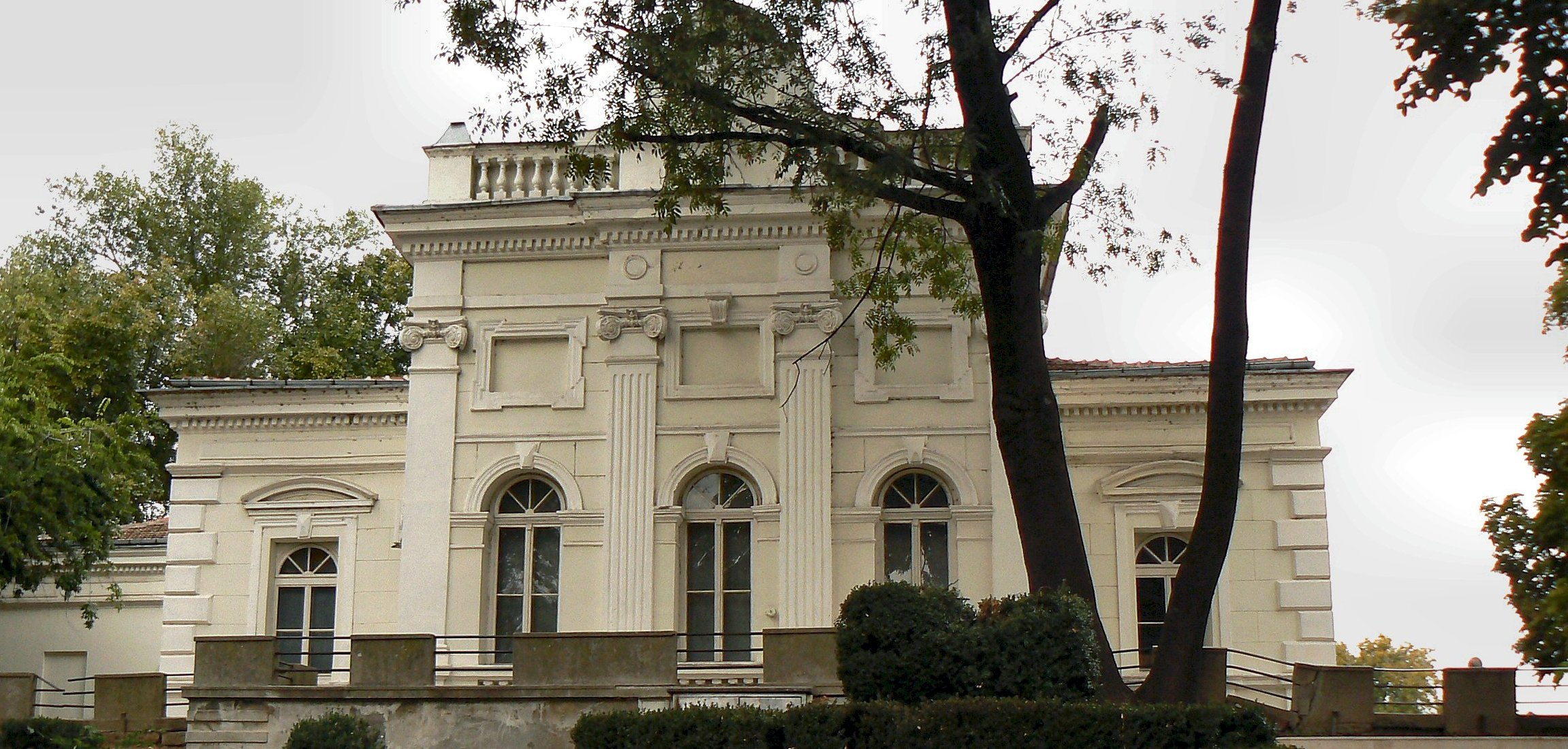
Здание галереи

## Общие сведения
Решение о создании картинной галереи было принято в 1960 году, в 1961 году она была открыта в каменном здании бывшего военного клуба 1892 года постройки, которое является памятником архитектуры XIX века.

## Описание
В галерее более 1300 произведений живописи, графики и скульптуры ведущих болгарских художников, включая работы самого Н. Петрова. В отделе графики хранятся 40 оригинальных отпечатков всемирно известных мастеров: А. Дюрера, Рембрандта, Ф. Гойи, Э. Делакруа, Г. Доре.